# Gouverneur von Kalifornien
Der Gouverneur von Kalifornien (englisch The Governor of California) ist Staats- und Regierungschef des US-Bundesstaates Kalifornien und damit der höchste Vertreter des bevölkerungsreichsten Bundesstaats der Vereinigten Staaten. Ferner ist er Oberbefehlshaber der kalifornischen National- und Staatsgarde. Der Gouverneur ist mit der Leitung der Regierungsgeschäfte in Kalifornien betraut und hat darüber hinaus repräsentative Aufgaben. Er nimmt im bundesstaatlichen Gesetzgebungsverfahren eine zentrale Rolle ein und ist für die Besetzung wichtiger Staatsämter zuständig. Aufgrund der Größe und wirtschaftlichen Stärke Kaliforniens ist der jeweilige Amtsinhaber stets eine der bekanntesten öffentlichen Persönlichkeiten in den USA.
Gewählt wird der Gouverneur von den Bürgern Kaliforniens im Turnus von vier Jahren. Da die Verfassung von Kalifornien die maximale Amtsdauer einer Person auf zwei Wahlperioden beschränkt, ist eine Wiederwahl nur einmal zulässig. Derzeitiger Amtsinhaber und 40. Gouverneur ist seit dem 7. Januar 2019 der Demokrat Gavin Newsom. Er löste Jerry Brown ab, der das Gouverneursamt bereits von 1975 bis 1983 zwei Amtsperioden lang innehatte. Da jedoch die Amtszeitbeschränkung erst nach einem Volksentscheid im Jahre 1990 in Kraft trat, war Brown hiervon nicht betroffen. Daher wurde er auch 2014 für eine weitere Amtszeit bestätigt. Bei der folgenden Wahl im Jahr 2018 war Gouverneur Brown von einer weiteren Kandidatur ausgeschlossen und wurde von seinem bisherigen Stellvertreter Gavin Newsom abgelöst. Dieser konnte sich bei der Wahl 2022 eine zweite Amtsperiode sichern.

## Geschichte und Stellung im föderalen System

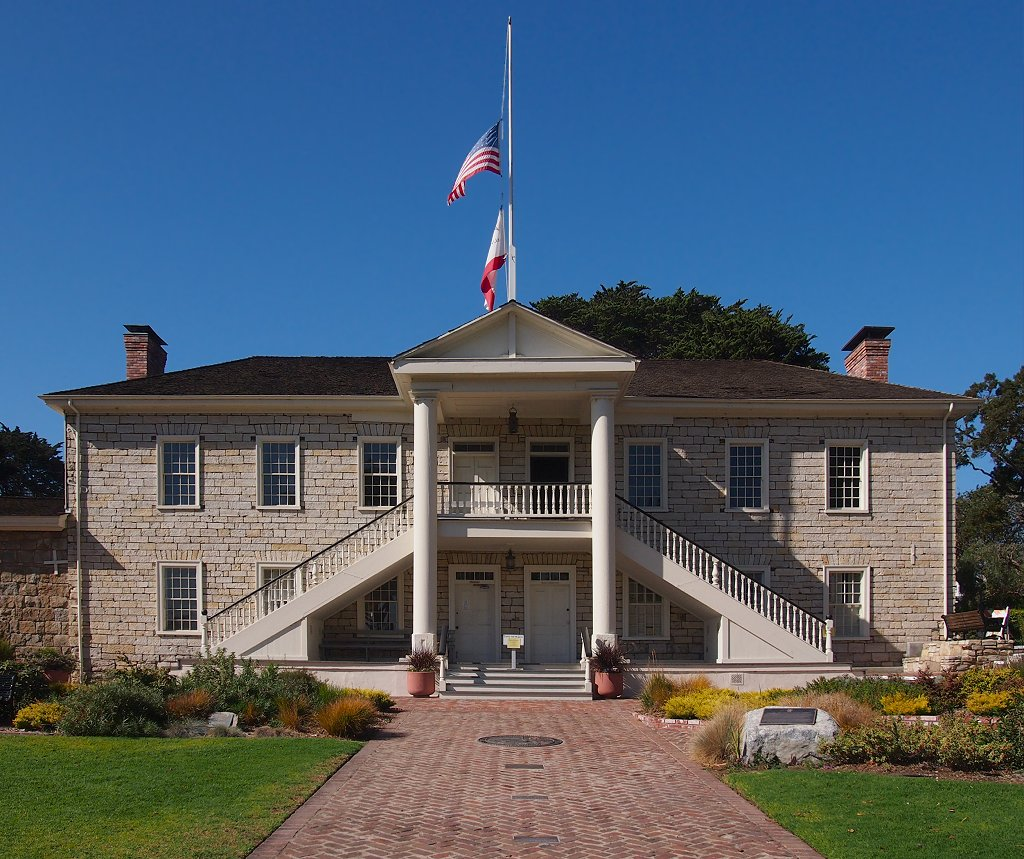
Colton Hall in Monterey, 1849/50 Ort der verfassungsgebenden Versammlung

Nachdem das Gebiet des heutigen Bundesstaates Kalifornien, eine Fläche von rund 423.000 Quadratkilometern, in Folge des Mexikanisch-Amerikanischen Krieges von 1846 bis 1848 an die Vereinigten Staaten gefallen war, stand es zunächst unter Verwaltung der Bundesregierung in Washington. Der US-Präsident hatte einen Militärgouverneur zu ernennen, was im Dezember 1849 erstmals der Fall war. Im September 1850 wurde Kalifornien im Zuge des Kompromisses von 1850 als vollwertiger Bundesstaat in die USA aufgenommen. Damit erhielt Kalifornien die Souveränität eines Bundesstaates. Der Gouverneur war damit nicht mehr gegenüber der Nationalregierung verantwortlich. Zuvor wurde eine verfassungsgebende Versammlung abgehalten, bei der die Verfassung des Bundesstaates ausgearbeitet wurde.
Durch den Föderalismus in den Vereinigten Staaten sind alle Regierungskompetenzen strikt zwischen der Bundesregierung in Washington und den Bundesstaaten aufgeteilt. Präsident und Kongress sind nur für jene Angelegenheiten zuständig, die ihnen explizit durch die Verfassung der USA zugeteilt wurden. Alle anderen Kompetenzen fallen den einzelnen Bundesstaaten zu. Diese sind umfangreicher als jene der deutschen Bundesländer (wobei in Deutschland keine so deutliche Trennung der Kompetenzen des Bundes und der Länder besteht). Dies führt dazu, dass in den USA alle Bundesstaaten eigene politische Systeme haben, die sich jedoch meist stark ähneln. Der Gouverneur sowie die anderen Verfassungsorgane des Bundesstaats wie die Legislative sind daher auch nicht der Nationalregierung in Washington unterstellt. Der Gouverneur ist Oberhaupt der kalifornischen Exekutive, die für die selbstständige Ausführung der Gesetze des Bundesstaates zuständig ist, während Gesetze des Bundes durch dessen Institution selbstständig ausgeführt werden. Aufgrund dieser ausgeprägten Kompetenztrennung erfolgt eine Kooperation von Bund und Bundesstaaten eher selten. Da der politische Aufbau der Einzelstaaten, abgesehen von einzelnen Unterschieden, dem nationalen System ähnelt, entspricht das Gouverneursamt auf Staatsebene dem Amt des Präsidenten auf Bundesebene.

## Aufgaben und Befugnisse

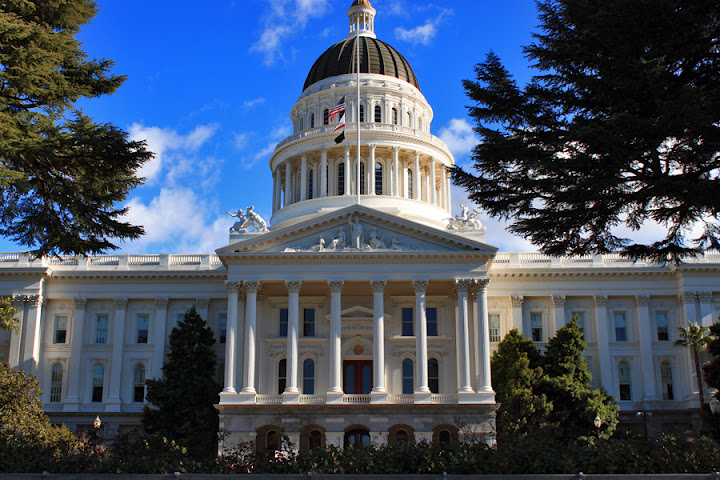
Das California State Capitol in Sacramento, wo der Gouverneur sein Büro hat

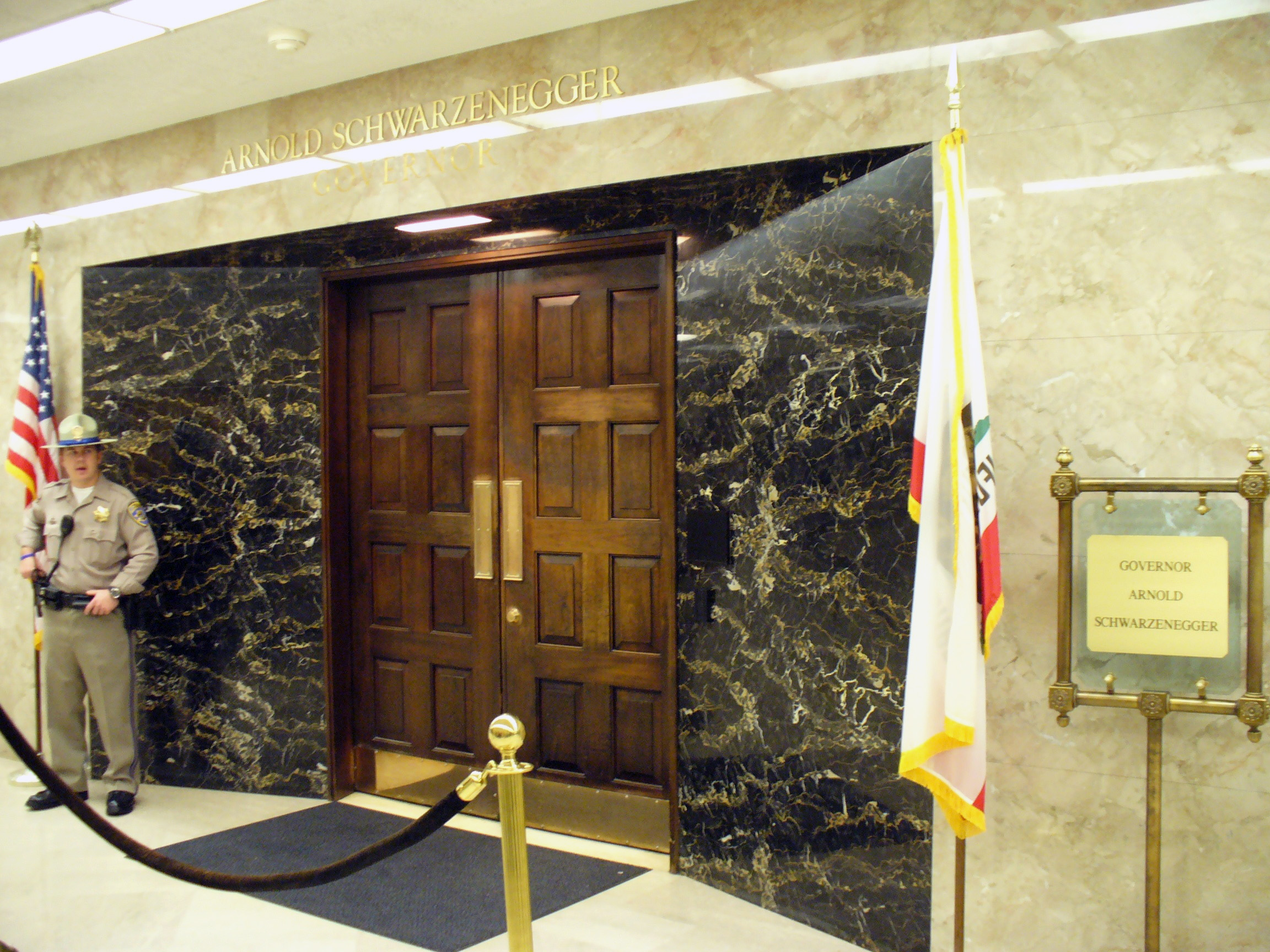
Eingang zum Büro des Gouverneurs

Das Gouverneursamt entspricht dem eines Staatschefs auf subnationaler Ebene. Als höchster Vertreter des Bundesstaates repräsentiert der Gouverneur den Bundesstaat Kalifornien nach innen und nach außen.

### Beziehung zur Legislative

#### Zusammenarbeit mit der State Legislature
Da sowohl der Gouverneur als auch die Mitglieder der California State Legislature, die sich aus der State Assembly mit 80 Abgeordneten und dem Staatssenat mit 40 Senatoren zusammensetzt und faktisch das kalifornische Parlament darstellt, durch Direktwahlen mit eigener Legitimität ins Amt kommen, sind beide unabhängig voneinander. Dies zeigt sich auch daran, dass anders als im Parlamentarischen Regierungssystem der Gouverneur nicht von der Legislative durch ein Misstrauensvotum abgesetzt wurden kann. Auch darf der Gouverneur weder Mitglied der Legislative sein, noch ein weiteres politisches Mandat (beispielsweise auf lokaler Ebene oder im US-Kongress) ausüben. Auch nimmt der Gouverneur nicht an Sitzungen des Parlaments teil. In Anlehnung an die State of the Union Address des Präsidenten ist der Gouverneur aber durch die Verfassung Kaliforniens zu einer Ansprache vor dem Parlament verpflichtet, der sogenannten State of the State Address. Bei diesen öffentlich viel beachteten Ansprachen, die zu Jahresbeginn stattfinden, erstattet der Gouverneur über die allgemeine Lage Kaliforniens Bericht. Dabei kann er auch mittels seiner Rede versuchen, die Abgeordneten im Gesetzgebungsprozess zu beeinflussen. Des Weiteren kann der Gouverneur jederzeit in schriftlicher Form, oder bei einer Sondersitzung in Person, den Abgeordneten Botschaften übermitteln. Daher hat der jeweilige Amtsinhaber auch stets das Recht, eine Sondersitzung der Legislative einzuberufen. Generell ist es für den Gouverneur von zentraler Bedeutung, die Mandatsträger in der State Legislature von seinem gesetzgeberischen Programm zu überzeugen, da die in vielen europäischen Staaten praktizierte Fraktionsdisziplin in den USA nicht üblich ist. Daher muss für den Gouverneur die Mitgliedschaft in der Partei, welche über die Mehrheit an Sitzen verfügt, nicht zwingend von Vorteil sein. Gehört der Gouverneur einer anderen Partei als die Mehrheit in einer oder beiden Parlamentskammern an, spricht man von einem divided government, einer geteilten Regierung. In diesem Fall ist zum Erreichen der politischen Ziele eine Zusammenarbeit für beide Seiten erforderlich. In der kalifornischen Geschichte kam eine geteilte Regierung schon mehrmals vor, zuletzt von 2003 bis 2011, als der Republikaner Arnold Schwarzenegger das Gouverneursamt bekleidete, während die Demokratische Partei State Assembly und Staatssenat beherrschten. Stellt die Gouverneurspartei auch die Mehrheit der Mandate in der State Legislature, spricht man vom unified government, einer vereinten Regierung. Dies ist seit 2011 der Fall, da sowohl Gouverneur Gavin Newsom als auch die Mehrzahl der Mitglieder beider legislativer Kammern der Demokratischen Partei angehören.
Neben dem unten beschriebenen Recall durch die Bürger kann ein Gouverneur ausschließlich durch ein Amtsenthebungsverfahren, das sogenannte Impeachment, von der State Legislature vorzeitig abgesetzt werden. Grundlage für eine solche Amtsanklage sind rechtswidrige Handlungen des Gouverneurs wie beispielsweise Korruption. Eine Absetzung aus politischen Gründen ist durch das Parlament nicht möglich. Das Verfahren kann durch die State Assembly mit einfacher Mehrheit eingeleitet werden, im Anschluss kann der Staatssenat den Gouverneur mit einer Zweidrittelmehrheit seines Amtes verlustig erklären. Das Impeachment, das prinzipiell für jeden bundesstaatlichen Mandatsträger möglich ist, hat jedoch nur die Suspendierung aus dem Amt zur Folge. Eine strafrechtliche Verfolgung ist nur durch die Justizbehörden möglich, eine Verurteilung kann ausschließlich durch ein zuständiges Gericht ausgesprochen werden. In der kalifornischen Geschichte wurde bislang jedoch kein Gouverneur von der State Legislature des Amtes enthoben.

#### Rolle im Gesetzgebungsverfahren und beim Staatshaushalt

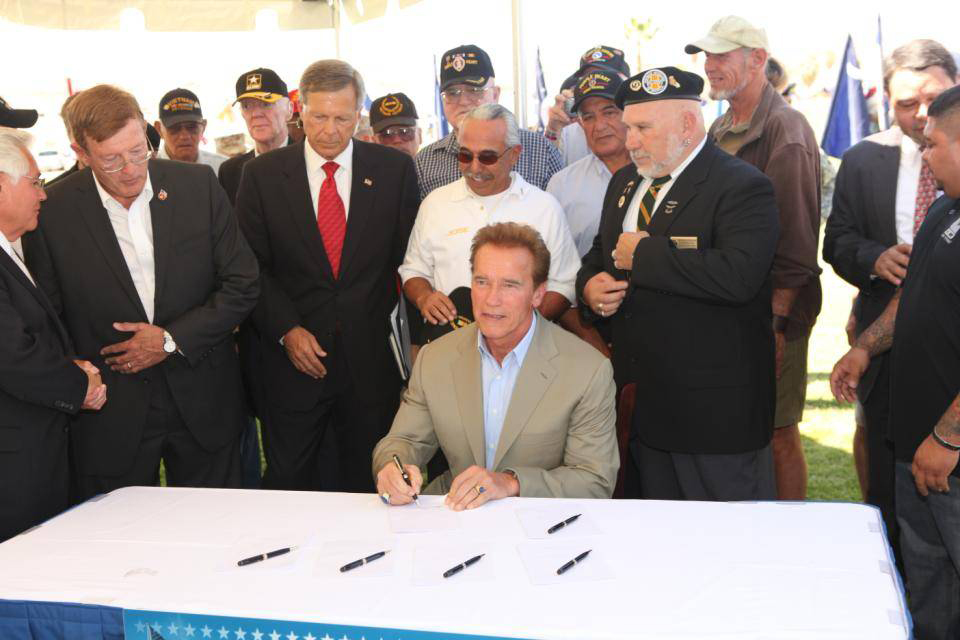
Der damalige Gouverneur Arnold Schwarzenegger bei der öffentlichkeitswirksamen Unterzeichnung eines Gesetzes (2009)

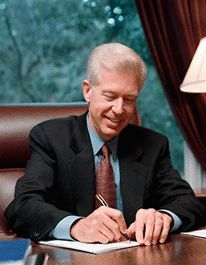
Gouverneur Davis unterzeichnet in seinem Büro den Staatshaushalt (2000)

Der Gouverneur nimmt im Gesetzgebungsverfahren des Bundesstaates eine zentrale Rolle ein. Wird ein Gesetzesentwurf von beiden Kammern der California State Legislature verabschiedet, muss dieser Entwurf dem Gouverneur vorgelegt werden. Der Regierungschef hat an dieser Stelle drei Handlungsmöglichkeiten: Bei Zustimmung kann er die Vorlage unterzeichnen, wodurch das Gesetzgebungsverfahren abgeschlossen ist. Das Gesetz tritt entweder umgehend oder am inhaltlich festgelegten Termin in Kraft. Unterzeichnet der Gouverneur den Gesetzesentwurf nicht und legt er auch keinen Widerspruch ein, erlangt die Vorlage nach zwölf Tagen (ohne Sonntage gerechnet) ebenfalls Rechtskraft. Die dritte Handlungsmöglichkeit erlaubt dem Gouverneur, Einspruch, also ein Veto, gegen eine Vorlage einzulegen. Dabei sendet der Regierungschef das Gesetz mit einer schriftlichen Begründung für sein Veto an die Parlamentskammer zurück, in der die Vorlage zuerst eingebracht wurde. Wie die Gouverneure der meisten anderen US-Bundesstaaten hat auch der kalifornische Gouverneur die Option, nur bestimmte Passagen eines Gesetzes abzulehnen, was als Line-Item-Veto bezeichnet wird. Dieses Recht hat beispielsweise der US-Präsident auf Bundesebene nicht. Er ist darauf beschränkt, eine Vorlage komplett anzunehmen oder abzulehnen. Ein Veto des Gouverneurs kann, wie in den meisten anderen Bundesstaaten und auf Bundesebene, von jeweils zwei Dritteln beider Kammern der Legislative überstimmt werden. Damit tritt ein Gesetz auch ohne Zustimmung des Gouverneurs in Kraft. Dass in beiden Häusern der State Legislature jeweils eine Zweidrittelmehrheit zur Zurückweisung eines Vetos zustande kommt, ist jedoch eher Ausnahme als Regel. Nachdem ein Entwurf zum Gesetz wird, ob mit oder ohne Unterschrift des Gouverneurs, wird er vom Staatsminister (Secretary of State) im Gesetzblatt des Bundesstaats publiziert.
Auch bei der Verabschiedung des Staatshaushalts hat Kaliforniens Gouverneur eine Schlüsselrolle. Die Politikwissenschaft spricht hier von einem Executive Budget. Ministerien und andere Behörden haben keine Möglichkeit, der State Legislature, die den Haushalt verabschieden muss, ein Budget vorzulegen. Deren Rolle beschränkt sich auf eine beratende Funktion gegenüber dem Gouverneur, der dann den Parlamentariern einen zwölf Monate umfassenden Gesamthaushalt vorlegt. Da die Verteilung von Staatsgeldern ein zentrales Steuerungselement der Regierungsarbeit ist, hat der Regierungschef hier starken Einfluss auf die Aufgabenverteilung der staatlichen Institutionen. Noch weitaus mehr Einfluss über das Budget kann der Gouverneur über das Line-Item-Veto nehmen, da es ihm erlaubt, einzelne Passagen zu streichen, ohne gegen den gesamten Haushalt sein Veto einzulegen. Damit verbunden ist auch die Absenkung bewilligter Geldmittel, was als Reduction Veto bezeichnet wird. Die Legislative kann auch das Line-Item-Veto, wie bei einem regulären Einspruch, nur mit Zweidrittelmehrheit in beiden Kammern zurückweisen. Ein Zustandekommen dieser Mehrheiten ist jedoch selten.

### Weitere exekutive Vollmachten und Pflichten

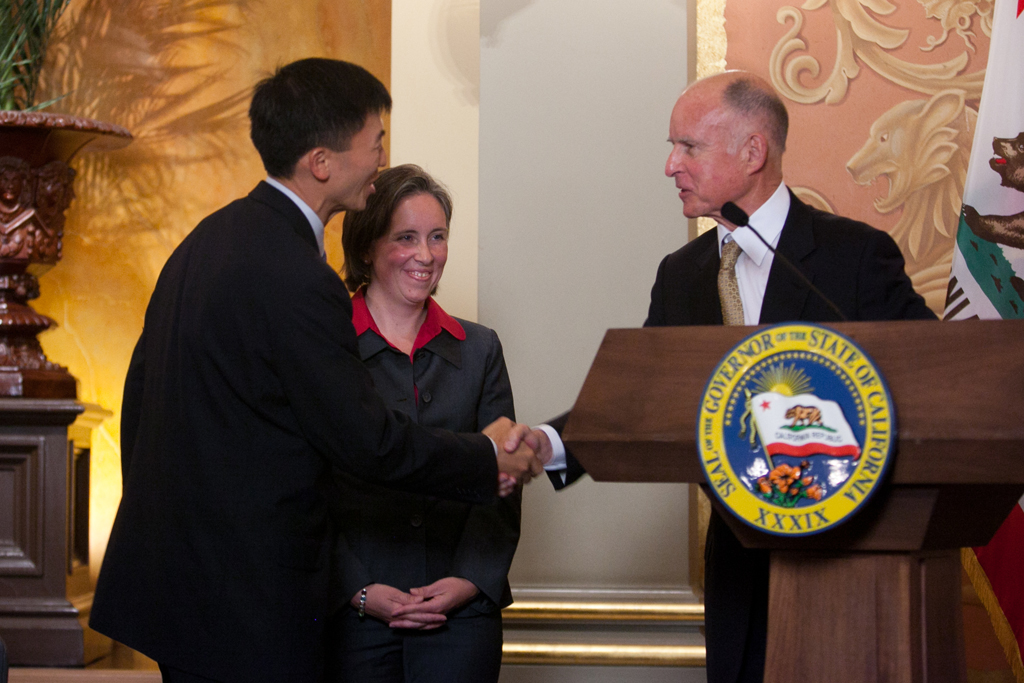
Gouverneur Jerry Brown mit Goodwin Liu, den er im September 2011 zum Richter am Supreme Court of California ernannt hatte

Als Oberhaupt der Exekutive bestimmt der Gouverneur die Richtlinien der Politik in dem US-Westenküstenstaat. Er hat kein Kabinett im engeren Sinne, wohl gibt es aber Exekutivämter, wie den Secretary of State oder den Attorney General sowie andere Behördenchefs, die in etwa einem Minister entsprechen. Zum Teil werden diese Posten ebenfalls von den Bürgern gewählt (wie die genannten Beispiele), sind aber dem Gouverneur untergeordnet. Andere wie zum Beispiel der Agriculture Commissioner, der etwa einem Landwirtschaftsminister entspricht, oder der California Director of Industrial Relations (zuständig für Wirtschaft und Industrie) werden vom Gouverneur mit Zustimmung der Staatssenats ernannt. Die ernannten Amtsträger innerhalb der Exekutive können vom Gouverneur jederzeit, ohne Zustimmung des Senats, wieder abberufen werden. Beim Auftreten einer Vakanz in den gewählten Exekutivämtern wird, da keine Nachwahl vorgesehen ist, ein neuer Amtsträger vom Gouverneur mit Zustimmung der State Legislature für den Rest der Amtsperiode bestimmt. So wurde beispielsweise der aktuelle Attorney General Xavier Becerra Anfang 2017 von Gouverneur Brown zum Nachfolger der zurückgetretenen Kamala Harris ernannt, nachdem diese in den US-Senat wechselte.
Als Berater und Zuarbeiter fungiert ein eigener Stab, bei dessen Besetzung der Gouverneur freie Hand hat. So ist auch ein Stabschef üblich, an den der Gouverneur Aufgaben delegieren kann. Da der Gouverneur innerhalb der bundesstaatlichen Exekutive endgültige Autorität hat, kann er auch Dekrete, sogenannte Executive Orders, erlassen. Diese haben insbesondere für die ihm untergeordneten Behörden Bedeutung. Häufig sind sie für diese Behörden als Arbeitsanweisungen zu verstehen und damit ein wichtiges Steuerungselement der Regierungsgeschäfte. Zu beachten ist jedoch, dass eine Executive Order kein neues Recht im Sinne von Gesetzen schaffen kann, sondern eher auf bestehendes Recht hinweist.
Ferner hat der Gouverneur das alleinige Begnadigungsrecht im Staate Kalifornien inne, dieses umfasst alle Gesetzesverstöße, die in die Kompetenzen des Bundesstaates fallen. Darunter fällt insbesondere ein Großteil des Strafrechts. Durch eine Begnadigung kann der Gouverneur Strafen entweder ganz aufheben oder abmildern. Obwohl der Regierungschef formal nach freiem Ermessen über Begnadigungen entscheiden kann, wird er von einer Expertenkommission beraten. Bei besonders medienwirksamen Verbrechen findet ein Gnadenerlass oder dessen Ablehnung durch den Gouverneur große Rezeption in der Öffentlichkeit.
Außerdem fällt dem Gouverneur die Ernennung der Richter am Verfassungsgericht (California Supreme Court) sowie an den Distriktgerichten des Bundesstaates zu. Die Ernennung erfolgt auf zwölf Jahre, muss jedoch bei der nächsten Wahl von den Bürgern bestätigt werden. Auch hier wird der Gouverneur von einer Kommission beraten. Die Ernennungsbefugnis hat der Gouverneur auch bei zahlreichen weiteren hohen Beamtenstellen im Bundesstaat, die aber vom Staatssenat bestätigt werden müssen. Tagt dieser nicht, können freie Ämter durch den Gouverneur auch übergangsweise ohne Votum im Senat besetzt werden. Tritt die Parlamentskammer jedoch wieder zusammen, müssen die entsprechenden Abstimmungen nachgeholt werden. Wie auch die meisten anderen Gouverneure in den USA, hat auch Kaliforniens Regierungschef die Befugnis, für vorzeitig aus dem Amt geschiedene US-Senatoren seines Bundesstaates vorübergehend einen neuen Amtsinhaber zu ernennen.
Ähnlich der Executive Order sind die sogenannten gubernatorial proclamations. Diese Proklamationen haben eher symbolischen Charakter wie beispielsweise die Ausrufung von Gedenktagen.
Wie auch andere hochrangige Politiker ist der Gouverneur von Kalifornien mit repräsentativen Aufgaben betraut. Dies bedeutet, er repräsentiert den Staat Kalifornien nach innen, wie auch gegenüber den übrigen USA oder fremden Mächten. Dabei kann es sich beispielsweise um die Einweihung von Bauwerken oder Verkehrswegen handeln. Auch öffentliche Reden des Gouverneurs zu verschiedenen Themen sind üblich. Gelegentlich besucht der Gouverneur auch andere US-Bundesstaaten oder das Ausland. Dabei handelt es sich mehr um informelle Besuche (zum Beispiel Gespräche im wirtschaftlichen Bereich), da die Bundesstaaten der USA keine eigene Außenpolitik betreiben.

### Oberbefehlshaber der National- und Staatsgarde

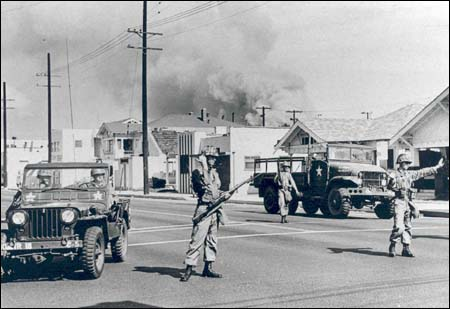
Nationalgardisten während der Watts-Unruhen 1965

Dem Gouverneur obliegt die Befehls- und Kommandogewalt über alle Miliztruppen des Bundesstaates. Er ist damit, wie auch die anderen Gouverneure in ihren jeweiligen Staaten, Oberbefehlshaber (Commander-in-Chief) der California National Guard sowie der Staatsgarde. Er kann diese zur Bekämpfung von Naturkatastrophen einsetzen oder in seiner Verantwortung für die innere Sicherheit von Kalifornien den Befehl zur Wiederherstellung der öffentlichen Ordnung geben, wenn beispielsweise lokale Ordnungskräfte die Lage nicht mehr unter Kontrolle haben. Solche Einsätze kamen bereits mehrfach in der Geschichte Kaliforniens und anderer Staaten vor. Ein bekanntes Beispiel für den Einsatz der Nationalgarde sind hier die Rassenunruhen in Watts, einem Stadtteil von Los Angeles, im August 1965 auf Anordnung von Gouverneur Pat Brown. Auch um Streiks zu beenden wurde die Nationalgarde von Gouverneuren bereits eingesetzt, wie beispielsweise im Sommer 1934, als Frank Merriam die Miliz gegen streikende Hafenarbeiter einsetzte, was zu mehreren Toten führte. Mit einem Einsatz der National- oder Staatsgarde proklamiert der Gouverneur meist den Notstand (State of emergency) für das betroffene Gebiet. Das gilt insbesondere bei Naturkatastrophen wie den in Kalifornien regelmäßig auftretenden Waldbränden. Die Befehlsgewalt über die Nationalgarde (nicht aber Staatsgarde) geht auf den US-Präsidenten über, wenn diese für den Einsatz für den Bund herangezogen werden. Bei Beendigung eines Bundeseinsatzes geht die Befehlsgewalt wieder an den Gouverneur.

## Wahl und Amtszeit

### Vorwahlen
Für die Vorwahlen (Primary election), die immer am Dienstag nach dem ersten Montag im Juni des Wahljahres stattfinden, gilt das im Jahr 2012 per Volksabstimmung eingeführte neue Wahlrecht. Die Vorwahl erfolgt nach dem sogenannten Nonpartisan-blanket-primary-System. Bei diesem System stehen alle Bewerber für das Gouverneursamt, unabhängig von Parteizugehörigkeit, im Rahmen einer einzigen Vorwahl zur Abstimmung und nicht mehr getrennt nach Partei. Zur eigentlichen Wahl treten dann die beiden Bewerber mit den meisten Stimmen aus der Primary gegeneinander an. Dieser Wahlmodus wurde erstmals am 3. Juni 2014 angewendet, wobei auch die Vorwahlen für alle anderen politischen Ämter in Kalifornien nach diesem Prinzip abgehalten wurden. Vor 2014 wurden Vorwahlen getrennt nach Parteien durchgeführt. Nominiert für eine Partei war jener Kandidat mit den meisten Stimmen aus der jeweiligen Primary. Hinzu kamen bei der Hauptwahl häufig zahlreiche parteilose Kandidaten. Da mit der neuen Rechtslage nur die beiden erfolgreichsten Bewerber aus der Primary zur eigentlichen Wahl stehen, ist die Stimmvergabe an Drittkandidaten nicht mehr möglich. Dies führt automatisch dazu, dass der Wahlsieger die absolute Mehrheit auf sich vereint. Da das modifizierte Wahlsystem unabhängig von Parteizugehörigkeit erfolgt, wäre es auch theoretisch möglich, dass in einer Hauptwahl zwei Kandidaten derselben Partei aufeinander treffen. Vorwahlen nach dem Prinzip des Nonpartisan blanket primary werden neben Kalifornien auch in Louisiana und Washington praktiziert.

### Wahlverfahren und passives Wahlrecht

Ronald Reagan feiert seinen Sieg bei den Gouverneurswahlen 1966

Der Gouverneur wird alle vier Jahre am ersten Dienstag nach dem ersten Montag im November gewählt. Der Termin für den Urnengang fällt also immer auf ein Datum zwischen dem 2. und 8. November. Die Wahl erfolgt unmittelbar durch das Volk, man spricht also von einer Direktwahl. Parallel finden Wahlen zu anderen exekutiven Regierungsämtern in Kalifornien, zur State Legislature und zum Kongress statt. Da es sich beim Kongress um Halbzeitwahlen handelt, werden keine Präsidentschaftswahlen abgehalten. Diese finden daher immer in der Mitte der Amtszeit des kalifornischen Gouverneurs statt, der wiederum in der Mitte einer präsidialen Amtszeit gewählt wird. Wahljahre sind also beispielsweise 2010, 2014 und 2018.
Als Gewinner der Wahl geht automatisch der Kandidat mit den meisten Stimmen hervor. Eine absolute Mehrheit der Stimmen ist für die Wahl zum Gouverneur, wie in fast allen anderen Bundesstaaten auch, nicht vorgesehen. In der Geschichte kam es daher mehrfach vor, dass Gouverneure mit weniger als 50 Prozent der Stimmen gewählt wurden. Dies war stets dann der Fall, wenn Kandidaten kleinerer Parteien oder unabhängige Bewerber größere Stimmenanteile erzielt haben und die Wahl zwischen den Kandidaten der beiden großen Parteien knapp ausfiel. Durch das 2012 eingeführte Vorwahlsystem, bei dem nur die beiden Bewerber mit den meisten Stimmen zur Hauptwahl antreten können, ergibt sich jedoch für den Gewinner automatisch eine absolute Mehrheit der Stimmen.
Wahlberechtigt sind alle Bürger des Staates Kalifornien, die das achtzehnte Lebensjahr vollendet haben. Das passive Wahlrecht, also das Recht, zum Gouverneur gewählt zu werden, hat jede volljährige Person mit der amerikanischen Staatsbürgerschaft, die seit mindestens fünf Jahren in Kalifornien lebt. Die amerikanische Staatsbürgerschaft ist allerdings nicht von Geburt an notwendig. Damit kann auch ein Einwanderer, die einen substanziellen Anteil der kalifornischen Bevölkerung bilden, dieses Amt übernehmen. Von 2003 bis 2011 amtierte so beispielsweise der gebürtige Österreicher Arnold Schwarzenegger als Gouverneur. Anders als in vielen US-Bundesstaaten sieht das kalifornische Wahlrecht außer der Volljährigkeit kein Mindestalter (bspw. 25, 30 oder 35 Jahre) vor, um wählbar zu sein. Tatsächlich war jedoch bisher kein Gouverneur jünger als 30 Jahre.

### Amtseinführung

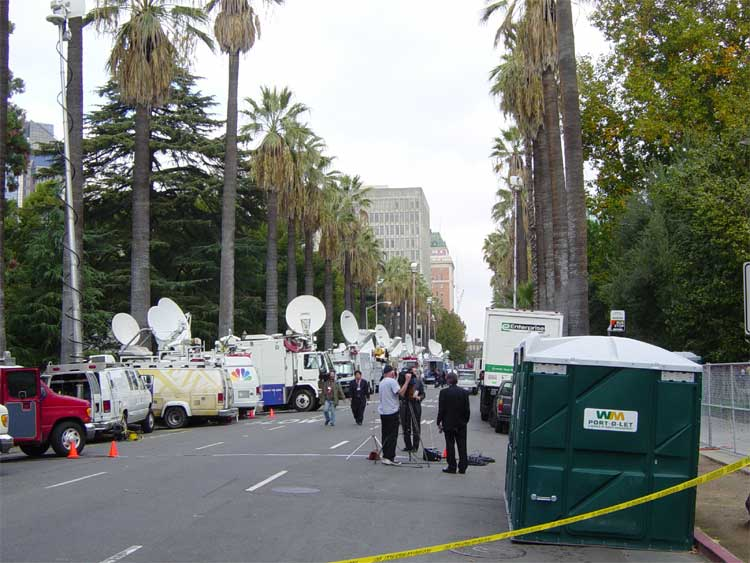
Großer Andrang der Medien bei Arnold Schwarzeneggers Amtseinführung 2003

Die neue Amtszeit des Gouverneurs beginnt nach der Verfassung von Kalifornien am Montag nach dem 1. Januar, der auf die Wahl folgt. Zwischen Wahl und Vereidigung liegen also rund zwei Monate. Vom Zeitpunkt des Urnengangs bis zur Amtsübergabe bleibt der bisherige Regierungschef regulär im Amt. Während dieser rund zweimonatigen Zeitspanne wird der Wahlgewinner auch als Governor-elect („gewählter Gouverneur“) bezeichnet. Es handelt sich jedoch um eine informale Bezeichnung, da ein gewählter, aber noch nicht vereidigter Gouverneur keine verfassungsrechtliche Bedeutung als Amtsträger hat. Die Pflichten und Befugnisse gehen erst mit der Vereidigung auf den Wahlsieger über. Ein wiedergewählter Amtsinhaber wird nicht als Governor-elect bezeichnet.
Am Tag der Amtseinführung, die auf ein Datum zwischen dem 2. und 8. Januar fällt, legt der neue bzw. wiedergewählte Amtsinhaber den Eid ab. Dieser muss von einem richterlichen Beamten des Bundesstaates abgenommen werden. In der Regel handelt es sich um den vorsitzenden Richter des Staatsgerichtshofs (Chief Justice). Zur Amtseinführung, der gubernatorial inauguration, im Staatskapitol in Sacramento erscheinen stets mehrere Tausend Gäste. Nach der Eidesleistung legt der Gouverneur normalerweise in einer Rede die Grundzüge seiner Regierungspolitik dar. Im Anschluss findet ein öffentlicher Ball statt. Diese Zeremonie erfährt stets große mediale Aufmerksamkeit. Der abzulegende Amtseid, den die Verfassung Kaliforniens festlegt, lautet:
“I [Name] do solemnly swear [or affirm] that I will support and defend the Constitution of the United States and the Constitution of the State of California against all enemies, foreign and domestic; that I will bear true faith and allegiance to the same; that I take this obligation freely, without any mental reservation or purpose of evasion; and that I will well and faithfully discharge the duties of the office on which I am about to enter.”
„Ich, [Name], schwöre [oder gelobe] feierlich, dass ich die Verfassung der Vereinigten Staaten und die Verfassung des Staates Kalifornien erhalten und gegen alle Feinde – von außen wie von innen – verteidigen werde; dass ich ihr in treuem Glauben und mit Loyalität folgen werde; dass ich diese Pflicht freiwillig, ohne geheimen Vorbehalt oder die Absicht, mich ihr zu entziehen, auf mich nehme und dass ich die Pflichten des Amtes, das ich antrete, gut und treu erfüllen werde.“
Dieser Eid wird von den meisten öffentlichen Mandatsträgern in den USA verwendet. In anderen Bundesstaaten wird entsprechend der Name geändert, bei Ämtern auf Bundesebene werden die Staatsverfassungen nicht erwähnt. Manche Gouverneure fügen noch die religiöse Beteuerung „So help me god“ („So wahr mir Gott helfe“) an; die Verfassung des Bundesstaates sieht das aber wegen der Trennung von Kirche und Staat nicht vor.

### Amtszeit
Die einmalige Amtszeit des Gouverneurs beträgt vier Jahre. Eine Wiederwahl ist seit einem Volksentscheid im Jahr 1990 nur einmal zulässig. Allerdings muss eine zweite Wahlperiode nicht zwingend direkt auf die erste folgen. Die kalifornische Verfassung schreibt nur vor, dass keine Person mehr als zwei Amtszeiten als Gouverneur absolvieren darf. Die Limitierung auf zwei Wahlperioden gilt auf Lebenszeit. In einer Reihe von Bundesstaaten darf der jeweilige Gouverneur lediglich nicht mehr als zwei Amtsperioden am Stück absolvieren. Außer Jerry Brown gab es keinen Gouverneur, dessen Amtszeiten nicht direkt aufeinander folgten. Amtszeitbeschränkungen gelten in Kalifornien auch für die anderen Wahlämter der Exekutive und die Mitglieder der State Legislature. Vor dem Volksentscheid gab es keine Begrenzung der Amtsperioden. Trotzdem amtierte nach Jerry Brown nur Earl Warren länger als acht Jahre, nämlich von 1943 bis 1953. Im Oktober 1953 trat er dann nach etwas mehr als der Hälfte seiner dritten Amtszeit zurück, um Oberster Bundesrichter zu werden. Im Jahr 1966 scheiterte die Kandidatur von Pat Brown für eine dritte Wahlperiode, da er bei der Gouverneurswahl seinem Herausforderer, dem späteren US-Präsidenten Ronald Reagan, unterlag.
Von 1849 bis 1863 betrug die Amtszeit des Gouverneurs nur zwei Jahre, wie in den meisten anderen Bundesstaaten der USA zu dieser Zeit ebenfalls. Danach wurde sie auf vier Jahre verlängert. Von 1880 bis 1883 gab es einmalig in der kalifornischen Geschichte eine Amtsperiode von drei Jahren. Sinn und Zweck der einmaligen Wahlperiode von drei Jahren war die Anpassung an andere Bundesstaaten sowie die Halbzeitwahlen zum Kongress. Damit sollten die entsprechenden Wahlgänge für Gouverneur, andere bundesstaatliche Ämter und den Kongress auf denselben Termin gelegt werden, um die Wahlbeteiligung zu erhöhen. Im Vergleich zu anderen Staaten verlängerte Kalifornien damit die Amtszeit seines Gouverneurs relativ früh von zwei auf vier Jahre. New York beispielsweise vollzog dies erst im Jahr 1938, Texas sogar erst 1972.

## Recall

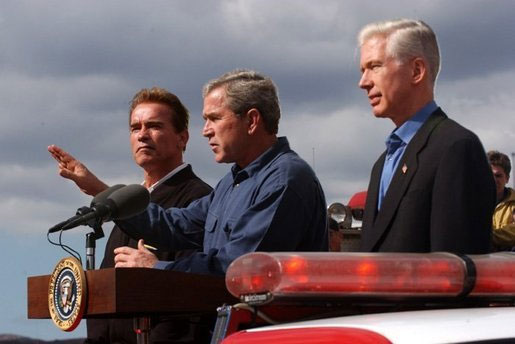
Der abgesetzte Gouverneur Gray Davis (rechts) und sein gewählter Nachfolger Arnold Schwarzenegger (links) im November 2003 mit George W. Bush

Kalifornien gehört zu den 18 US-Bundesstaaten, die einen Recall gegen den Gouverneur erlauben. Ein Recall ermöglicht es den Wählern, den Gouverneur vor Ende seiner Amtszeit abzusetzen. Dies ist sonst nur durch die Legislative bei rechtlichen Verfehlungen mittels Impeachment möglich. Um einen Recall starten zu können, müssen zwölf Prozent der wahlberechtigten Bevölkerung zustimmen. Dies geschieht über Unterschriftenlisten. Kommt eine ausreichende Anzahl an Unterstützern zustande, so kann das gesamte Wahlvolk über den Verbleib des Amtsinhabers sowie über einen Nachfolger abstimmen. Spricht sich eine Mehrheit für die Absetzung aus, ist automatisch jener Kandidat, auf den die meisten Stimmen entfallen sind, zum neuen Gouverneur gewählt. Dieser tritt nach einem Monat das Amt des Gouverneurs an. Er führt jedoch nur die laufende Amtsperiode zu Ende und ist nicht für ganze vier Jahre gewählt. Somit bleibt der Turnus der ordentlichen Gouverneurswahlen stets erhalten.
Im Jahr 2003 fand der erste erfolgreiche Recall gegen einen Gouverneur, nämlich Gray Davis, statt. Davis wurde weniger als ein Jahr nach seiner erfolgreichen Wiederwahl im November 2002 von den kalifornischen Wählern abgesetzt. Zu seinem Nachfolger wurde Arnold Schwarzenegger gewählt, der einen Monat nach dem Urnengang die Regierungsgeschäfte übernahm. Nach North Dakota im Jahr 1921 war dies erst der zweite erfolgreiche Recall-Versuch in den Vereinigten Staaten überhaupt. Den ersten (erfolglosen) Recall-Versuch gegen einen kalifornischen Gouverneur gab es im Jahr 1968 während der Amtszeit von Ronald Reagan. Insgesamt hatte es seit der Einführung 1913 in Kalifornien 48 Recall-Versuche gegeben, die jedoch alle erfolglos blieben.

## Nachfolgeregelung

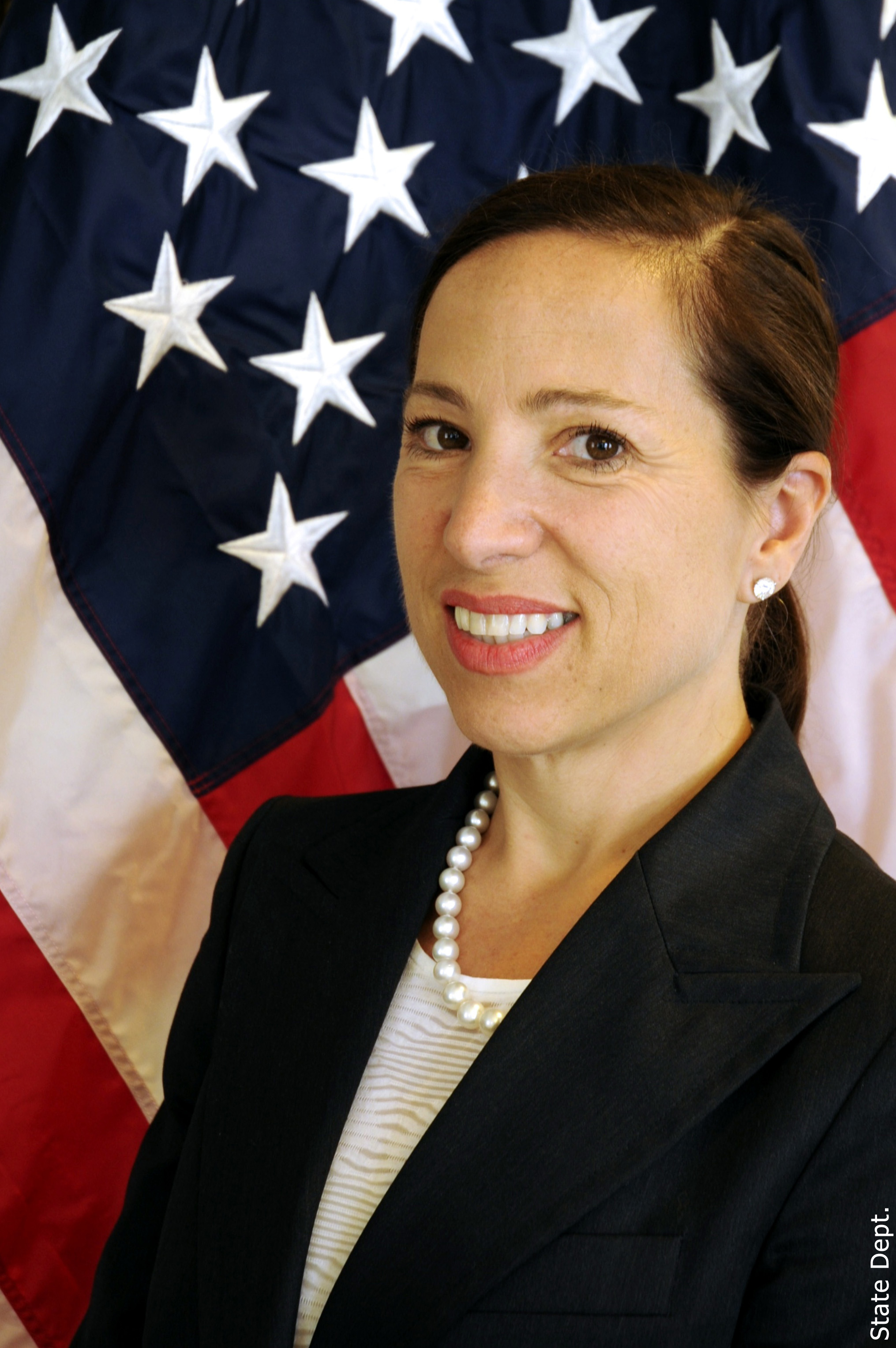
Seit 2019 kalifornische Vizegouverneurin: Die Demokratin Eleni Kounalakis

Da eine vorzeitige Neuwahl des Gouverneurs von der kalifornischen Verfassung nur im Rahmen eines Recalls möglich ist, wurde der vorzeitige Ausfall des Amtsinhabers, der sich aus anderen Gründen ergeben kann, gesetzlich geregelt. Stirbt der Gouverneur im Amt, tritt er zurück oder wird er von der State Legislature wegen rechtlicher Verfehlungen des Amtes enthoben, rückt automatisch der Vizegouverneur für die verbleibende Dauer der Amtszeit zum neuen Gouverneur auf. Der Vizegouverneur wird also neuer Gouverneur und übt das Amt nicht lediglich geschäftsführend aus. Über den Vizegouverneur hinaus besteht ein per Gesetz festgelegtes Verfahren der Nachfolge, das weitere Amtsträger wie die Vorsitzenden der beiden Parlamentskammern, den Secretary of State, den Attorney General und den State Treasurer vorsieht. Diese können aber anders als der Vizegouverneur nur zum geschäftsführenden Gouverneur (Acting Governor) aufrücken. Da jedoch der Gouverneur mit Zustimmung beider Häuser der State Legislature einen neuen Vizegouverneur ernennen kann, ist es sehr unwahrscheinlich, dass jemand anderes als der Vizegouverneur an die Stelle eines vorzeitig aus dem Amt geschiedenen Gouverneurs tritt.
Da der Vizegouverneur in Kalifornien anders als den meisten anderen Bundesstaaten separat gewählt wird und nicht auf einem sogenannten ticket (wie etwa der Präsident und Vizepräsident der USA), kann sich eine verschiedene Parteizugehörigkeit ergeben. So amtierten unter dem Republikaner Arnold Schwarzenegger drei Vizegouverneure, von denen zwei den Demokraten angehörten. Nur Abel Maldonado, Stellvertreter Arnold Schwarzeneggers in den letzten Monaten seiner Regierungszeit, gehörte ebenfalls der Republikanischen Partei an. Er wurde aber nicht gewählt, sondern von Schwarzenegger mit Zustimmung der State Legislature ernannt. Bei der nächsten regulären Wahl im November 2010 unterlag Maldonado dann dem gegenwärtigen, den Demokraten angehörenden Vizegouverneur Gavin Newsom. Die Praxis der getrennten Wahl von Gouverneur und Vizegouverneur wurde jedoch bereits zum Gegenstand von öffentlichen Diskussionen und Kritik. So wird die Wahl der Kandidaten für die beiden Ämter als Duo gefordert. Bei diesem Wahlverfahren wählt der designierte Gouverneurskandidat seinen Running Mate selbst aus, während der Anwärter auf den Gouverneursposten bei der getrennten Stimmenvergabe faktisch keinen Einfluss auf die Wahl seines Stellvertreters hat.
Über die Nachfolgeregelung hinaus sieht die kalifornische Verfassung vor, dass der Vizegouverneur zum geschäftsführenden Gouverneur wird, wenn sich der Gouverneur außerhalb des Bundesstaates aufhält. Dies wurde ebenfalls bereits kontrovers diskutiert, da ein geschäftsführender Gouverneur dieselben Befugnisse wie ein vollwertiger Amtsinhaber hat. Es handelt sich daher nur um eine rein technische Unterscheidung. Falls ein Vizegouverneur aufgrund der Abstinenz des Amtsinhabers geschäftsführend amtiert, besteht jedoch ein sogenanntes (informelles) Gentleman’s Agreement, dass der Vizegouverneur nur die dringlichsten Aufgaben erledigt und keine grundsätzlichen politischen Entscheidungen trifft.

## Entlohnung und Privilegien

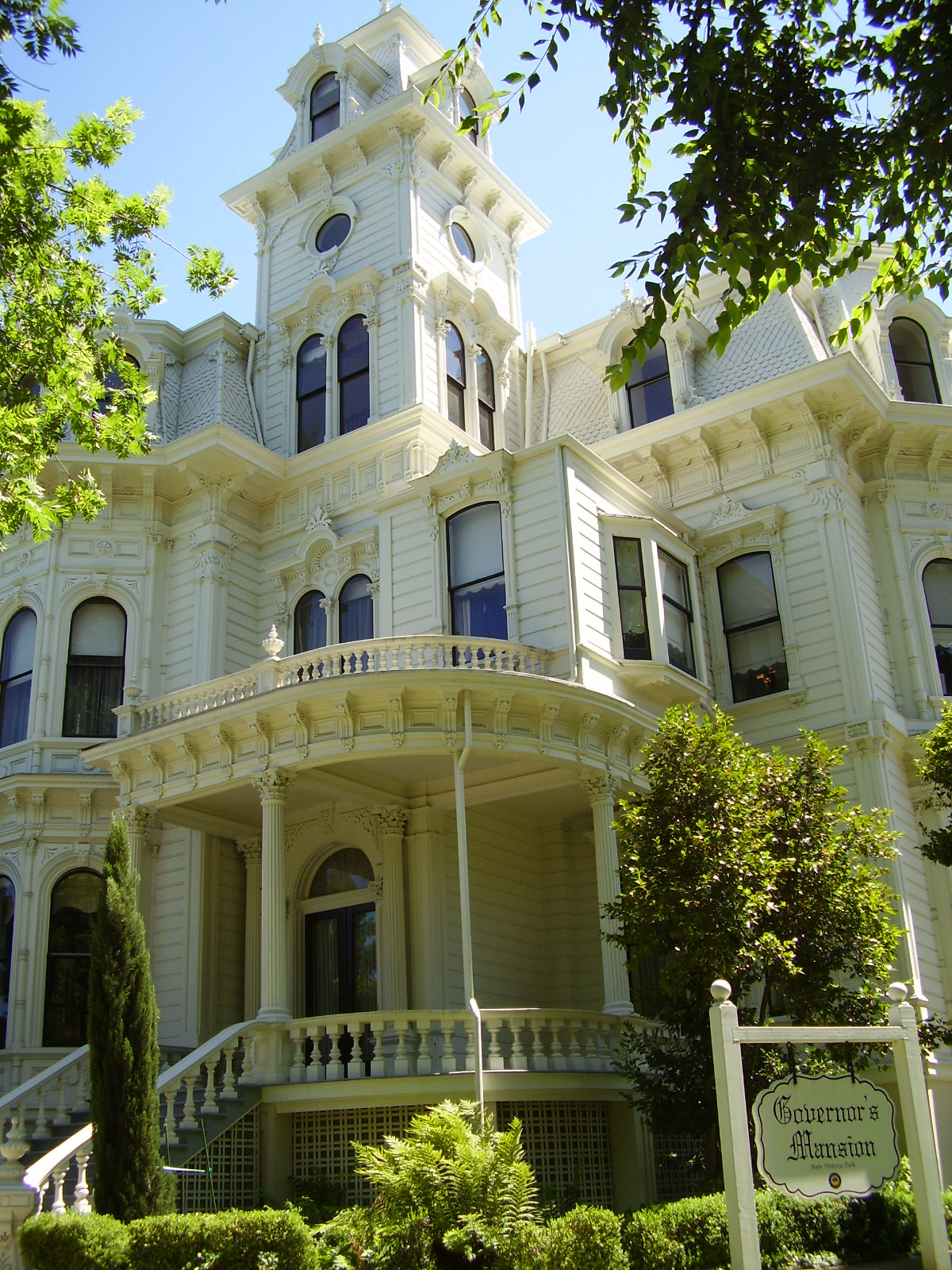
Governor’s Mansion in Sacramento

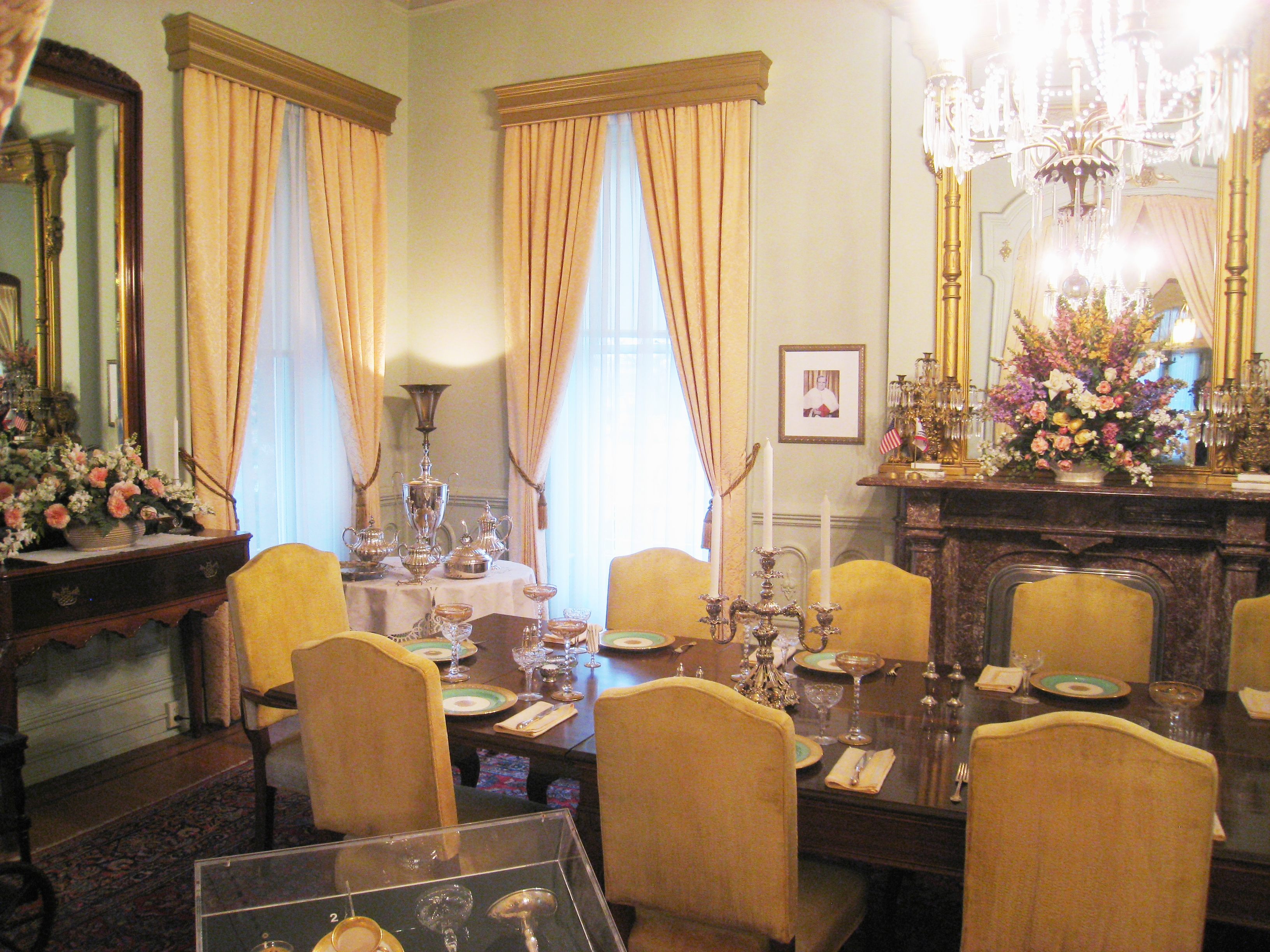
Dining Room im Governor’s Mansion, wo häufig gesellschaftliche Ereignisse mit dem Gouverneur stattfinden

Das Jahresgehalt des Gouverneurs von Kalifornien liegt bei knapp 174.000 US-Dollar. Damit rangiert er auf Platz 7 der am besten bezahlten Regierungschefs der US-Bundesstaaten. Allerdings liegt das Gehalt des New Yorker Gouverneurs, der die höchste Bezahlung erhält, mit 179.000 US-Dollar nur vergleichsweise knapp darüber. Außerdem haben der Gouverneur und seine Familie Anspruch auf Personenschutz, was durch die California State Police gewährleistet wird.
Offizieller Amtssitz des Gouverneurs ist der Governor’s Mansion in Sacramento. Das Bauwerk wurde 1877 fertiggestellt und bis zum ersten Amtsantritt Jerry Browns 1975 von jedem Gouverneur bewohnt. Während seiner ersten Gouverneurszeit verzichtete Brown jedoch auf dieses Privileg und blieb in seiner privaten Wohnung. Auch seine Nachfolger zogen nicht offiziell in das Gebäude ein, sondern nutzten es mehr für zeremonielle Anlässe. Im Dezember 2015, während seiner zweiten Zeit als Gouverneur, zog Brown wieder in den Governor’s Mansion ein. Heute ist das Gelände Teil eines State Park. Seit den 1970er-Jahren werden auch regelmäßig Führungen in das Gebäude angeboten. Nach wie vor finden dort auch gesellschaftliche Ereignisse mit dem Gouverneur statt.
Das Büro des Gouverneurs befindet sich im California State Capitol in Sacramento. Dort hat er einen eigenen Stab und eine Öffentlichkeitsabteilung. Für das Fiskaljahr 2012–13 betrug das Budget des Gouverneursbüros, des Executive Office of the Governor, 12.660.000 US-Dollar.
Wie auch seine Kollegen anderer Bundesstaaten führt der Gouverneur von Kalifornien Hoheitszeichen. Der Gouverneur hat ein eigenes Siegel, das aus der Aufschrift Seal of the Governor of the State of California („Siegel des Gouverneurs des Staates Kalifornien“) mit der Flagge des Bundesstaates in der Mitte besteht. Insbesondere bei öffentlichen Auftritten wie beispielsweise Pressekonferenzen wird das Siegel verwendet; beispielsweise wird es häufig an der Vorderseite des Rednerpults befestigt, an dem der Gouverneur steht. Neben dem Siegel hat der Gouverneur auch eine eigene Standarte. Hierbei handelt es sich um eine blaue Flagge mit vier Sternen und dem Siegel des Staates Kalifornien in der Mitte.

## Bewertung des Amtes
Da Kalifornien nach präsidialem System regiert wird, entspricht der Posten des Gouverneurs dem des Staatschefs; auf nationaler Ebene der des Präsidenten. Die Positionen des US-Präsidenten und des kalifornischen Gouverneurs sind trotz der verschiedenen Zuständigkeiten (nationale und bundesstaatliche Politik sind in den USA weitaus restriktiver getrennt als beispielsweise in Deutschland; siehe hierzu Föderalismus in den Vereinigten Staaten) im politischen System durchaus vergleichbar. Beide haben umfangreiche exekutive Befugnisse, wie etwa ein Vetorecht im Gesetzgebungsprozess. An manchen Stellen weichen die Vollmachten voneinander ab, so hat der Präsident ein eigenes Kabinett, dessen Mitglieder er alle selbst ernennt; andererseits hat der kalifornische Gouverneur mit dem Line-Item-Veto mehr Einfluss auf die Verabschiedung von Gesetzen. Diese Unterschiede zwischen dem Präsidenten und den Gouverneuren aller Bundesstaaten gehen auf die unterschiedlichen Ausgestaltungen der jeweiligen Verfassungen zurück. Sie bestehen jedoch mehr im Detail, denn das präsidiale Regierungssystem (eigene Wahl des Staatschefs, exekutive Vollmachten etc.) ist in den Vereinigten Staaten im Bund ebenso wie in allen Bundesstaaten anzutreffen.
Obwohl der Posten des Gouverneurs in Deutschland am ehesten mit dem eines Ministerpräsidenten vergleichbar ist, verfügt er im politischen System über eine stärkere Stellung. Anders als ein Ministerpräsident kommt er durch direkte Wahl ins Amt – hat daher eine eigene Legitimierung durch die Wähler – und ist auch nicht gegenüber der Legislative verantwortlich, wenngleich durch Kooperation zwischen beiden politisch weitaus mehr erreicht werden kann. Ein zentraler Unterschied zeigt sich daran, dass Ministerpräsidenten vom jeweiligen Landtag abgewählt werden können, während der Gouverneur abgesehen vom Recall nur bei rechtlichen Verfehlungen vor Ende der Wahlperiode absetzbar ist. Sowohl der Gouverneur durch seine direkte Wahl als auch die Parlamentarier durch das Fehlen der Fraktionsdisziplin sind weniger parteigebunden als in einem parlamentarischen System. Die Wahlentscheidungen der US-Bürger sind ohnehin meist mehr personen- als parteibezogen. Dies zeigt sich am Beispiel des Schauspielers Arnold Schwarzenegger, der als Republikaner zweimal zum Gouverneur gewählt wurde, obwohl sich Kalifornien in den vergangenen Jahren deutlich mehr den Demokraten zugewandt hat und auch die State Legislature von Demokraten kontrolliert wurde.
Mit seinem Vetorecht, insbesondere dem Line-Item-Veto und dem damit verbundenen Einfluss auf den Staatshaushalt, hat der Gouverneur als einzelner Amtsträger weitaus mehr Einfluss auf die Gesetzgebung als etwa der Ministerpräsident eines deutschen Bundeslandes. Im parlamentarischen Regierungssystem hat ein Ministerpräsident wiederum meist eine Mehrheit der Abgeordneten hinter sich, muss aber die Mehrheitsverhältnisse und ggf. Koalitionsinteressen berücksichtigen. All dies ist beim Gouverneur nicht zwingend der Fall. Der Gouverneur kann hier mit verschiedenen Abgeordneten themenindividuell zusammenarbeiten. Da die US-Bundesstaaten über mehr gesetzgeberische Zuständigkeiten verfügen, und diese strikter von jenen des Bundes getrennt sind, ergibt sich für die Regierung eines Bundesstaates mehr Einfluss auf die einzelnen politischen Themenfelder. Als Beispiele können hier unter anderem das Straf- das Sachen-, das Gesellschafts-, das Wahl- und ein Großteil des Arbeitsrechts genannt werden, die in den USA – anders als in Deutschland – in die Zuständigkeit der Staaten fallen. Die weiteren exekutiven Vollmachten sind umfangreicher als jene eines Ministerpräsidenten. So betrifft die Gnadenbefugnis fast das gesamte Strafrecht, welches in den Vereinigten Staaten mit wenigen Ausnahmen Angelegenheit der Bundesstaaten ist.

## Statistisches

### Amtszeiten

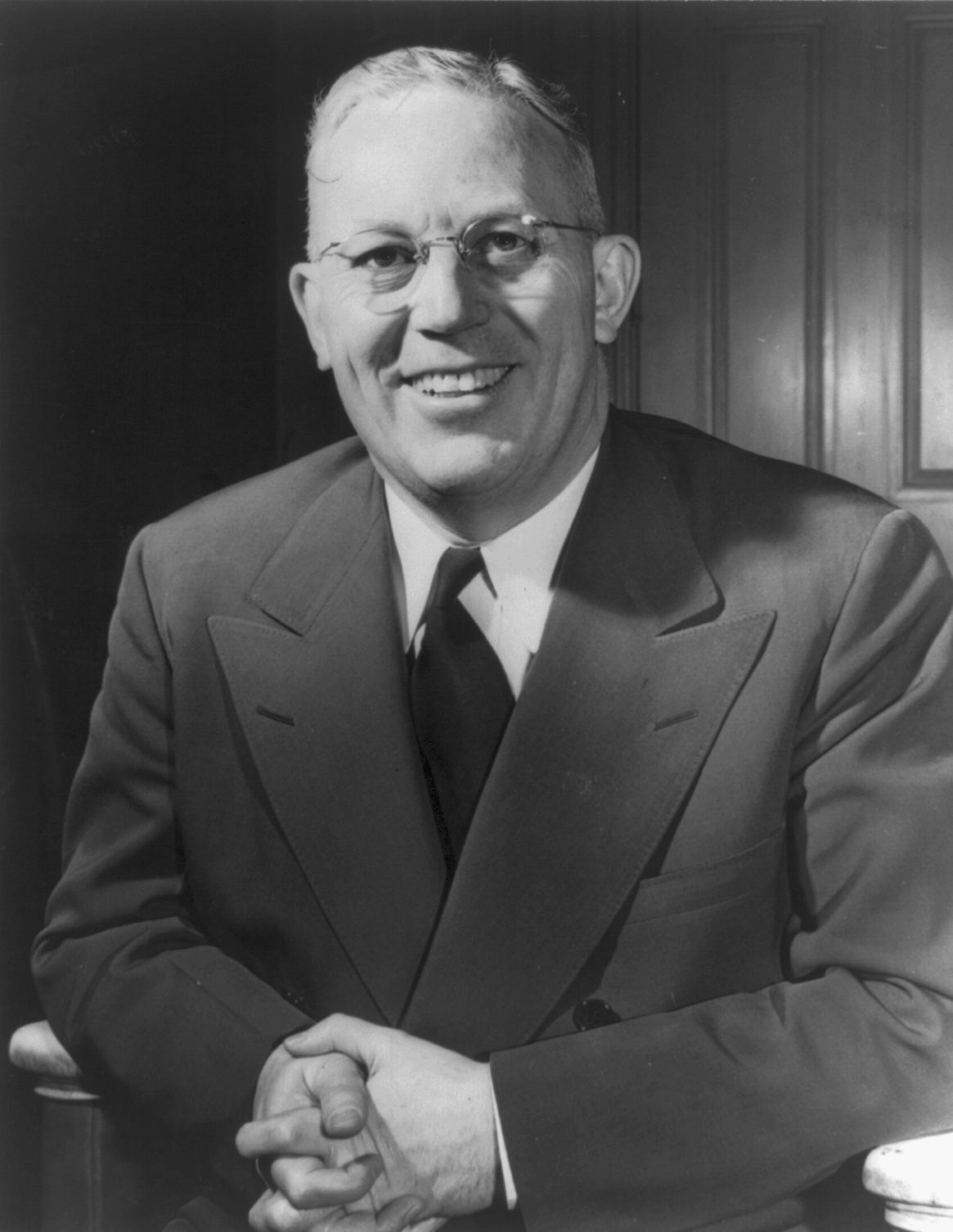
Earl Warren, Gouverneur von 1943 bis 1953, hat die zweitlängste Regierungszeit in Kalifornien sowie die längste ununterbrochene

- Jerry Brown bekleidete das Amt bisher am längsten (1975 bis 1983 und 2011 bis 2019). Er überholte damit Earl Warren, der von 1943 bis 1953 die Regierungsgeschäfte führte. Warren bleibt jedoch der Gouverneur mit der längsten ununterbrochenen Regierungszeit.
- Milton Latham übte das Gouverneursamt nur vom 5. bis zum 14. Januar 1861 aus und hatte damit die kürzeste Amtszeit. Er trat nach neun Tagen zurück, nachdem er in den US-Senat gewählt wurde.
- Bisher rückten sieben Vizegouverneure durch den vorzeitigen Ausfall des Amtsinhabers ohne Wahl zum Gouverneur auf; zuletzt nach Earl Warrens Rücktritt 1953, als dessen Stellvertreter Goodwin Knight zum Gouverneur wurde. Drei der nachgerückten Vizegouverneure wurden nach Ablauf der Wahlperiode, die sie zu beenden hatten, im Amt bestätigt. Dabei handelte es sich um die drei Nachfolgegouverneure im 20. Jahrhundert, während allen vier Aufrückern im 19. Jahrhundert die Wiederwahl nicht gelang.
- Zwei Gouverneure verstarben bisher im Amt: Washington Bartlett im Jahr 1887 sowie James Rolph im Jahre 1934. Beide starben eines natürlichen Todes.
- Von der Staatsgründung bis in die 1930er-Jahre waren nur wenige Gouverneure mit einer Wiederwahl erfolgreich. So hatten von 1850 bis 1934 bereits 27 Personen das Gouverneursamt inne, jedoch gelang nur fünf die Bestätigung im Amt. Von 1853 bis 1914 wurde überhaupt kein Gouverneur im Amt bestätigt (einige davon wurden von ihrer Partei auch nicht zur Wiederwahl nominiert, was inzwischen aber unüblich geworden ist). Seit 1934 gab es zwölf weitere Gouverneure, von denen zehn mindestens einmal wiedergewählt wurden. Rechnet man den Recall von Gray Davis im Jahr 2003 ein, so wurden nur vier Regierungschefs seit 1934 abgewählt.

### Alter

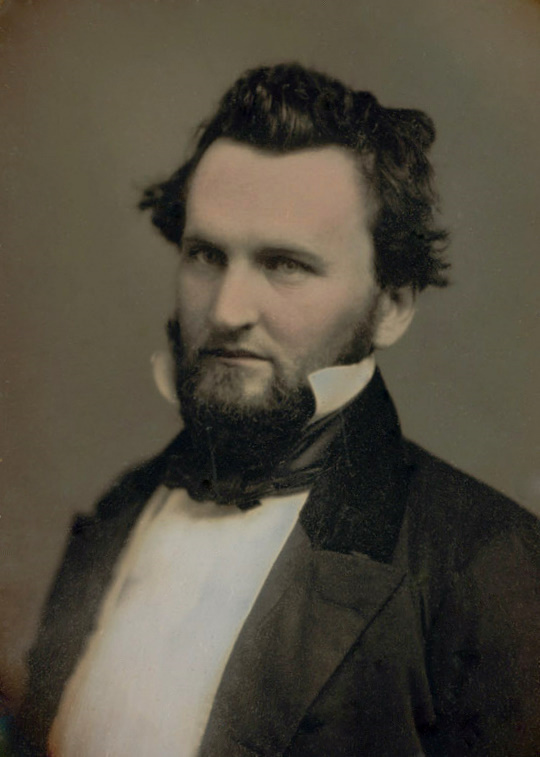
John Neely Johnson, jüngster Gouverneur bei Amtsantritt und einziger der Know-Nothing-Party

- Der jüngste Gouverneur war John Neely Johnson, Regierungschef von 1856 bis 1858, mit 30 Jahren bei Amtsantritt. Mit 72 Jahren bei seiner Vereidigung 2011 war Jerry Brown der älteste Amtsinhaber. Als Brown das Gouverneursamt erstmals 1975 antrat, war er mit 36 Jahren einer der jüngsten Gouverneure.
- Das höchste Alter aller Gouverneure erreichte Ronald Reagan mit 93 Jahren. John Neely Johnson, der jüngste Amtsträger, hatte auch die kürzeste Lebensdauer, da er bereits mit 47 Jahren verstarb.
- Kaliforniens erster Gouverneur Peter Burnett konnte seinen Ruhestand am längsten genießen, nämlich über einen Zeitraum von 44 Jahren. Er schied im Jahr 1851 aus dem Amt und starb 1895.
- Robert Waterman hatte, abgesehen von den im Amt verstorbenen Gouverneuren, die kürzeste Lebenszeit nach dem Ende seiner Amtsperiode. Er starb bereits im April 1891, drei Monate nachdem er die Governor’s Mansion verlassen hatte.

### Parteizugehörigkeit

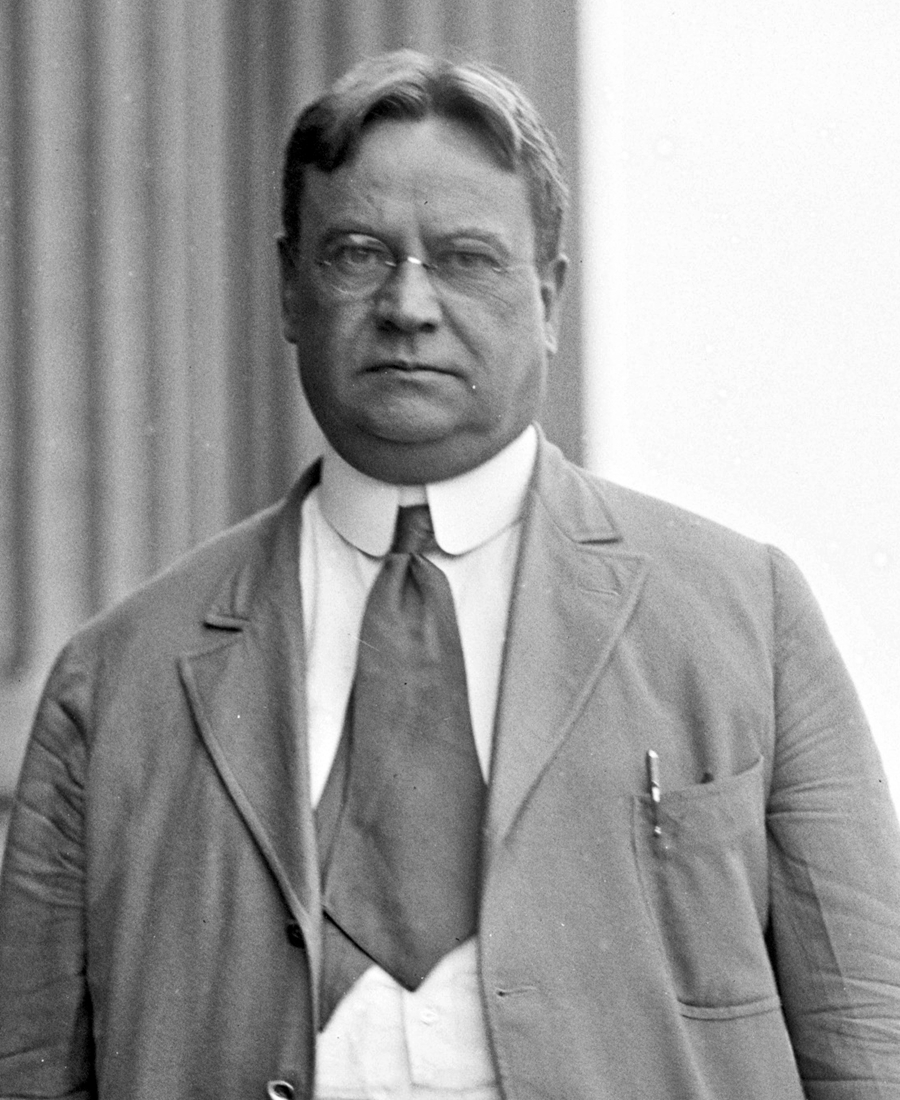
Hiram Johnson, Gouverneur von 1911 bis 1917, war der einzige von der Progressive Party gestellte Regierungschef

Kalifornien hatte bereits 22 Gouverneure der Republikanischen Partei an seiner Spitze, während die Demokratische Partei nur auf 17 Amtsinhaber kommt. Jeweils einen Gouverneur stellte die Know-Nothing Party (John Neely Johnson) und die Progressive Party (Hiram Johnson), zwei kurzlebige Parteien, wobei letzterer auch Mitglied bei den Republikanern war. Auf eine demokratische Dominanz in den ersten drei Jahrzehnten seit der Staatsgründung folgte eine lange Zeitspanne, in der sehr überwiegend die Republikaner den Gouverneur stellten. Diese Entwicklung stand durchaus im Einklang mit dem nationalen Verlauf. So gab es in Kalifornien zwischen 1899 und 1939 ununterbrochen einen republikanischen Regierungschef. Auf die eine Wahlperiode von Culbert Olson (1939 bis 1943) folgte erst mit dem Amtsantritt Pat Browns 1959 wieder ein Demokrat. Bis in die 1980er Jahre galt Kalifornien eher den Republikanern zugeneigt. So stammten auch national bedeutende republikanische Politiker im 20. Jahrhundert wie Richard Nixon und Ronald Reagan aus Kalifornien. Reagan wurde sechs Jahre nach seiner Amtszeit als Gouverneur zum US-Präsidenten gewählt, womit er auch der einzige kalifornische Gouverneur ist, dem dies bisher gelang. Zwei Jahre nach seiner gescheiterten Präsidentschaftskandidatur kandidierte Nixon 1962, sechs Jahre vor seiner Wahl ins Weiße Haus, erfolglos für das höchste Amt Kaliforniens. Auch die letzten Jahrzehnte sahen ein Übergewicht an republikanischen Gouverneuren, obwohl sich Kalifornien seit den frühen 1990er Jahren sowohl auf Staats- wie auch der Nationalebene mehr der Demokratischen Partei zugeneigt hat. Dies ist einerseits mit der wachsenden Zahl von Latinos und andererseits mit der immer stärker einsetzenden Urbanisierung zu begründen. Denn sowohl Bewohner größerer Städte wie auch die hispanische Bevölkerung tendieren zu den politisch linkeren Demokraten. Aus diesem Grund galten jedoch die republikanischen Gouverneure der letzten drei Jahrzehnte eher als weniger konservativ als Amtsträger aus ländlicheren Bundesstaaten. Der Erfolg vieler republikanischer Kandidaten in den vergangenen Jahrzehnten, während die Demokraten überwiegend die Mehrheit in der State Legislature stellten, führen Politikwissenschaftler auf eine sehr personalisierte Wahl in Kalifornien zurück; Kalifornien habe eben schon sehr lange eher personen- als parteibezogen gewählt. 2018 ergab sich erstmals die Situation, dass die Bewerber der Demokraten drei Wahlen in Folge gewinnen konnten und somit das Gouverneursamt länger als acht Jahre durchgehend von einem Demokraten besetzt wird.

### Sonstiges

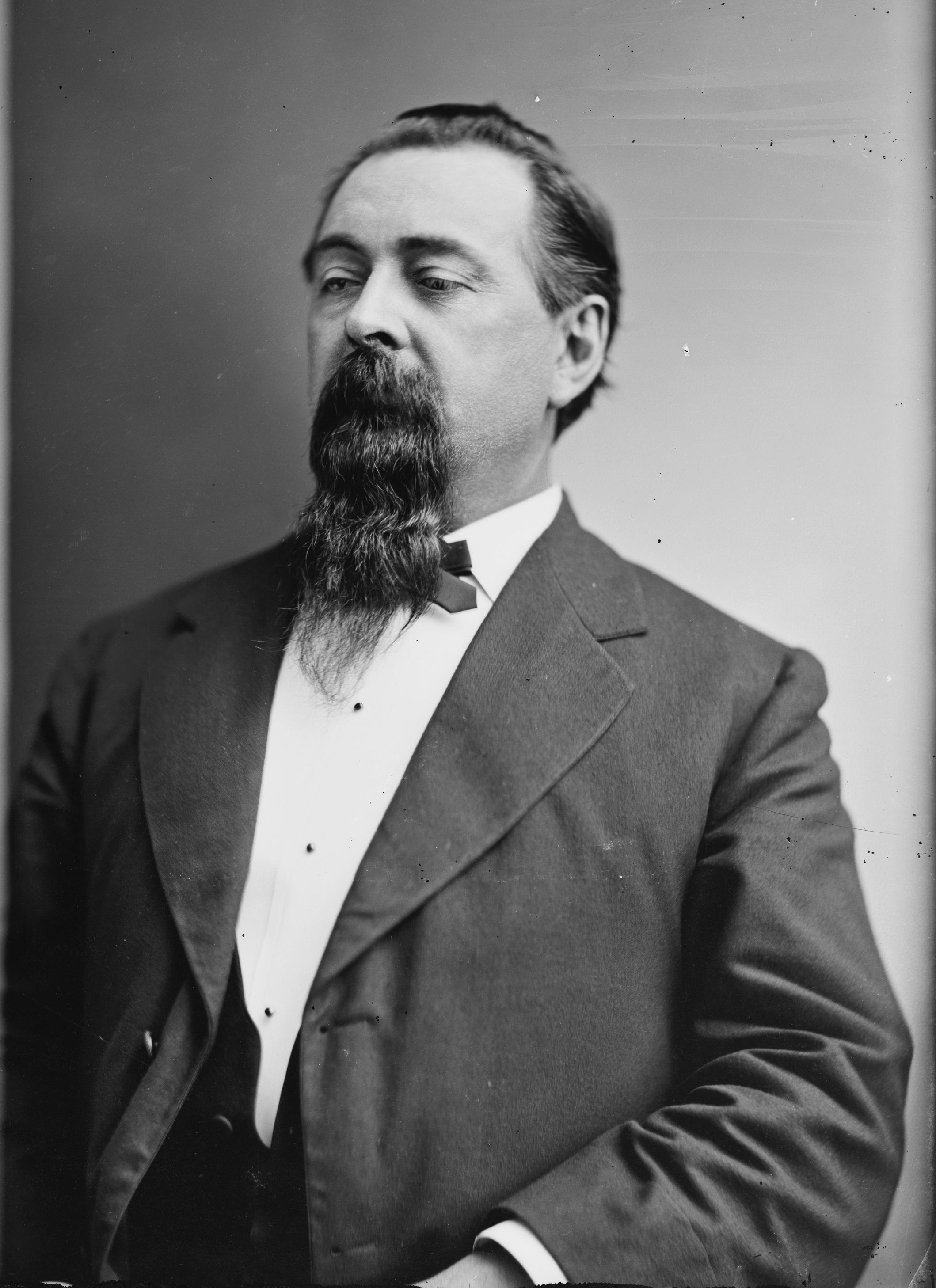
Romualdo Pacheco, der bisher einzige Latino, der das Gouverneursamt ausübte

- Zwischen allen Gouverneuren gab es bislang nur eine direkte verwandtschaftliche Beziehung: Jerry Brown ist der Sohn von Pat Brown. Auch Pat Browns Tochter Kathleen Brown kandidierte 1994 für das Gouverneursamt, unterlag aber Amtsinhaber Pete Wilson.
- Kathleen Brown war 1994 nach Dianne Feinstein bei der Wahl 1990 bereits die zweite Frau, die von einer der beiden großen Parteien für das Gouverneursamt aufgestellt wurde. Mit Meg Whitman kandidierte 2010 erstmals auch bei den Republikanern eine Frau. Alle drei unterlagen in den Wahlen aber ihrem männlichen Kontrahenten. Daher hat bisher auch keine Frau das höchste Amt Kaliforniens ausgeübt. Mit Eleni Kounalakis hat Kalifornien jedoch seit 2019 erstmals eine Vizegouverneurin.
- Romualdo Pacheco war bisher der einzige Amtsinhaber, der einer ethnischen Minderheit angehörte. Pacheco, ein Latino, übte das Gouverneursamt aber nur über neun Monate im Jahr 1875 in der Nachfolge aus dem Amt des Vizegouverneurs aus und wurde nicht direkt gewählt. Der Afroamerikaner Tom Bradley kandidierte 1982 und 1986 als Spitzenkandidat der Demokraten vergeblich als Gouverneur, wobei seine Niederlage 1982 jedoch äußerst knapp ausfiel. Dies wurde in Anbetracht seiner afroamerikanischen Identität sowie den zuvor erhobenen Umfragen, die ihn leicht im Vorteil gegenüber seinem Kontrahenten George Deukmejian sahen, später als Bradley-Effekt beschrieben.
- Bislang wurden zwei Gouverneure außerhalb der USA geboren: John G. Downey kam in Irland zu Welt, Arnold Schwarzenegger wurde in Österreich geboren.
- Bislang heirateten zwei Gouverneure während ihrer Amtszeit: Frank Merriam im Jahr 1936 und Goodwin Knight im Jahre 1954.
- Im Oktober 2012 hatte Jerry Brown mit über 12.500 Gesetzen mehr Gesetze der Bundesstaatslegislative unterzeichnet als jeder andere Amtsinhaber seit Gründung des Staates.[48]